# Георг Хунд фон Венкхейм
Георг Хунд фон Венкхейм (нем. Georg Hund von Wenkheim, около 1520 — 17 марта 1572) — 40-й великий магистр Тевтонского ордена с 1566 по 1572 годы.
Георг Хунд фон Венкхейм происходит из древнего франконского дворянского рода Хунд фон Венкхаймов. Вступил в орден в 1544 году. Сначала служил в Хайльбронне, в 1553 становится комтуром Вайсенбурга, в 1558 — Франкфурта-на-Майне. До своего избрания на должность великого магистра в 1566 был ландкомтуром орденского баллея Франкония. Кроме службы в ордене, он являлся советником императора Максимилиана II и исполнял различные службы в имперских службах.
Много времени уделял планированию и строительству орденского замка в Мергентхайме, в котором в 1572 году умер. Был погребён в замковой церкви.